# ابردین (فیلم ۲۰۰۰)
ابردین (نروژی: Aberdeen) یک فیلم است که در سال ۲۰۰۰ منتشر شد. از بازیگران آن می‌توان به استلان اسکاشگورد، لینا هیدی، شارلوت رمپلینگ، و ایان هارت اشاره کرد.